# Kevin Collington
Kevin Collington, né le 29 septembre 1984 à Orlando en Floride est un triathlète professionnel américain, multiple vainqueur sur triathlon Ironman 70.3.

## Palmarès
Le tableau présente les résultats les plus significatifs (podium) obtenus sur le circuit national et international de triathlon depuis 2008,,.
| Année | Compétition                             | Pays         | Position           | Temps           |
| ----- | --------------------------------------- | ------------ | ------------------ | --------------- |
| 2019  | Ironman Chita                           | Japon        | Médaille d'or      | 4 h 0 min 29 s  |
| 2018  | Ironman 70.3 Xiamen                     | Chine        | Médaille d'or      | 3 h 48 min 43 s |
| 2017  | Ironman Taïwan                          | Taïwan       | Médaille d'or      | 8 h 34 min 39 s |
| 2017  | Ironman 70.3 Carthagène                 | Colombie     | Médaille d'or      | 3 h 52 min 56 s |
| 2017  | Ironman 70.3 Monterrey                  | Mexique      | Médaille d'or      | 3 h 42 min 9 s  |
| 2017  | Ironman 70.3 Costa Rica                 | Costa Rica   | Médaille d'or      | 3 h 43 min 21 s |
| 2016  | Ironman Brésil                          | Brésil       | Médaille de bronze | 8 h 4 min 58 s  |
| 2016  | Challenge Islande                       | Islande      | Médaille d'or      | 4 h 0 min 15 s  |
| 2016  | Ironman 70.3 Busan                      | Corée du Sud | Médaille d'or      | 4 h 6 min 28 s  |
| 2015  | Ironman 70.3 Monterrey                  | Mexique      | Médaille d'argent  | 3 h 46 min 4 s  |
| 2015  | Ironman 70.3 Vineman                    | États-Unis   | Médaille de bronze | 3 h 47 min 18 s |
| 2015  | Ironman 70.3 Punta del Este             | Uruguay      | Médaille de bronze | 3 h 21 min 6 s  |
| 2015  | Challenge Williamsburg                  | États-Unis   | Médaille d'or      | 3 h 53 min 50 s |
| 2014  | Ironman 70.3 Austin                     | États-Unis   | Médaille d'argent  | 3 h 55 min 47 s |
| 2014  | Challenge Rancho Cordova                | États-Unis   | Médaille d'or      | 3 h 49 min 53 s |
| 2013  | Ironman 70.3 Floride                    | États-Unis   | Médaille de bronze | 3 h 47 min 12 s |
| 2013  | Ironman 70.3 St-Georges                 | États-Unis   | Médaille d'argent  | 3 h 53 min 38 s |
| 2013  | Rev3 Branson                            | États-Unis   | Médaille d'argent  | 4 h 7 min 18 s  |
| 2012  | Ironman 70.3 Timberman                  | États-Unis   | Médaille de bronze | 4 h 1 min 10 s  |
| 2009  | Florida's Great Escape Triathlon        | États-Unis   | Médaille d'or      | 1 h 26 min 56 s |
| 2009  | Coupe panaméricaine - l'étape de Playas | Équateur     | Médaille d'or      | 2 h 0 min 23 s  |
| 2008  | Florida's Great Escape Triathlon        | États-Unis   | Médaille d'argent  | 1 h 12 min 42 s |